# JKMM Arkkitehdit
JKMM Architectes (finnois : JKMM Arkkitehdit) est un cabinet d'architecte fondé en 1998 à Helsinki en Finlande.

## Présentation
En 1998, Asmo Jaaksi, Teemu Kurkela, Samuli Miettinen et Juha Mäki-Jyllilä fondent le cabinet JKMM.
En décembre 2018, le cabinet emploie près de 100 collaborateurs.

## Ouvrages principaux
Parmi les ouvrages conçus par JKMM Arkkitehdit Oy:
- Église de Viikki, Helsinki (2005)[3],[4],

- Verkatehdas, Hämeenlinna (2007)[5],[6],

- Bibliothèque principale de Turku (2007)[7],[8],

- Kirnu, Pavillon de la Finlande, Exposition universelle de 2010, Shanghaï (2010)[9],

- Crèche de Saunalahti, Espoo (2011),

- Bibliothèque municipale de Seinäjoki (2012)[7],[10],

- Nouveau siège de Alma Media, Töölönlahti, Helsinki (2013)
- Maailmanpylväs, Jyväskylä (2014),
- Siège du Groupe financier OP, Vallila, Helsinki (2015),
- Cour de Londres et Cour de Berlin de Asunto Oy, Toukoranta, Helsinki (2015),

- Centre de voyage de Lahti, Lahti (2016)[11],

- Maison des jeunes de Viikki, Helsinki (2016),
- École et jardin d'enfants, Kalasatama, Helsinki (2016),
- Tiedekulma, Helsinki (2017),
- Académie des beaux-arts d'Helsinki (2017),
- Amos Rex, Helsinki (2018),
- Hôpital central de Finlande centrale Nova, (2020).

## Galerie

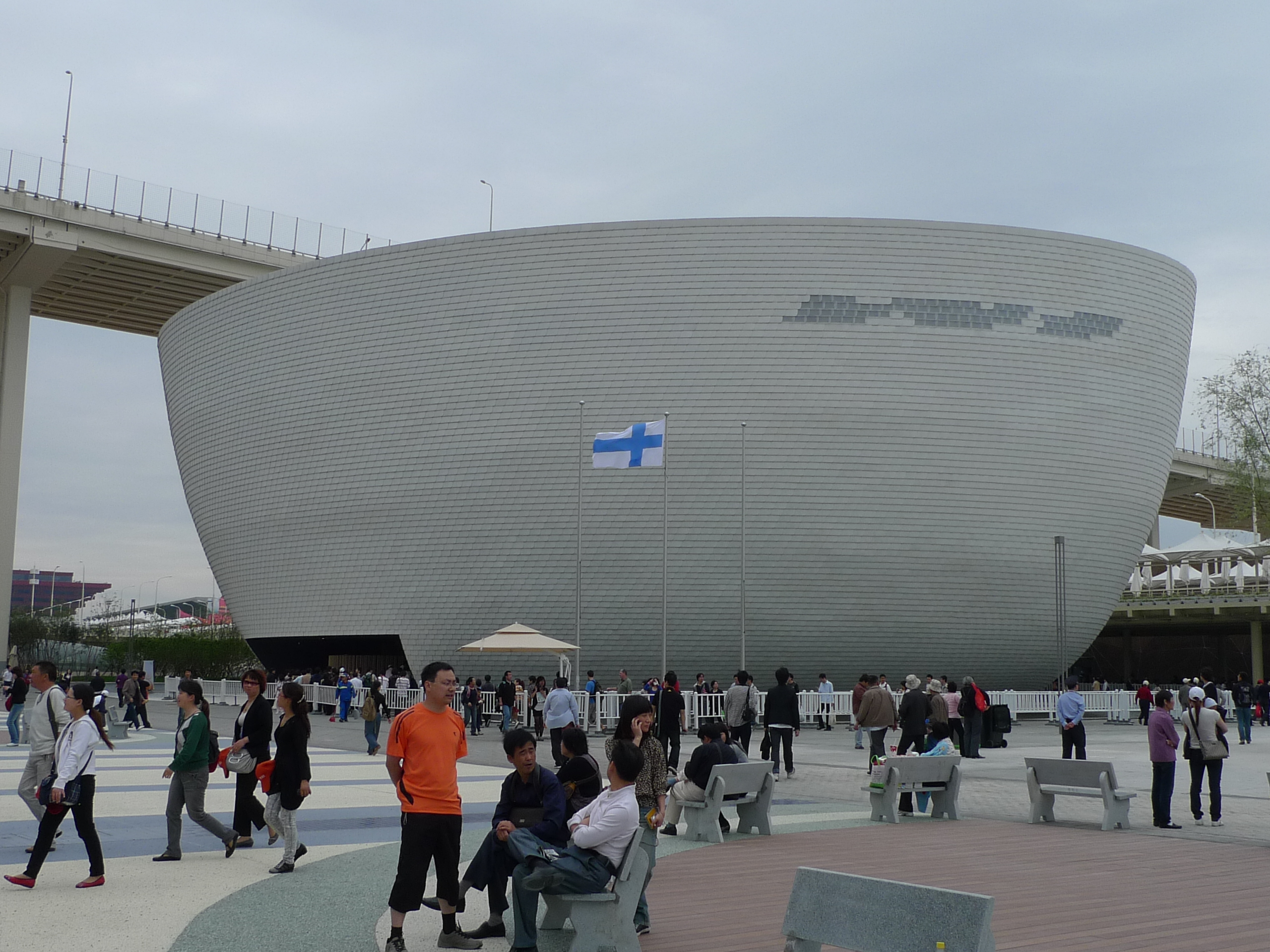
Kirnu, Pavillon de la Finlande, Exposition universelle de 2010
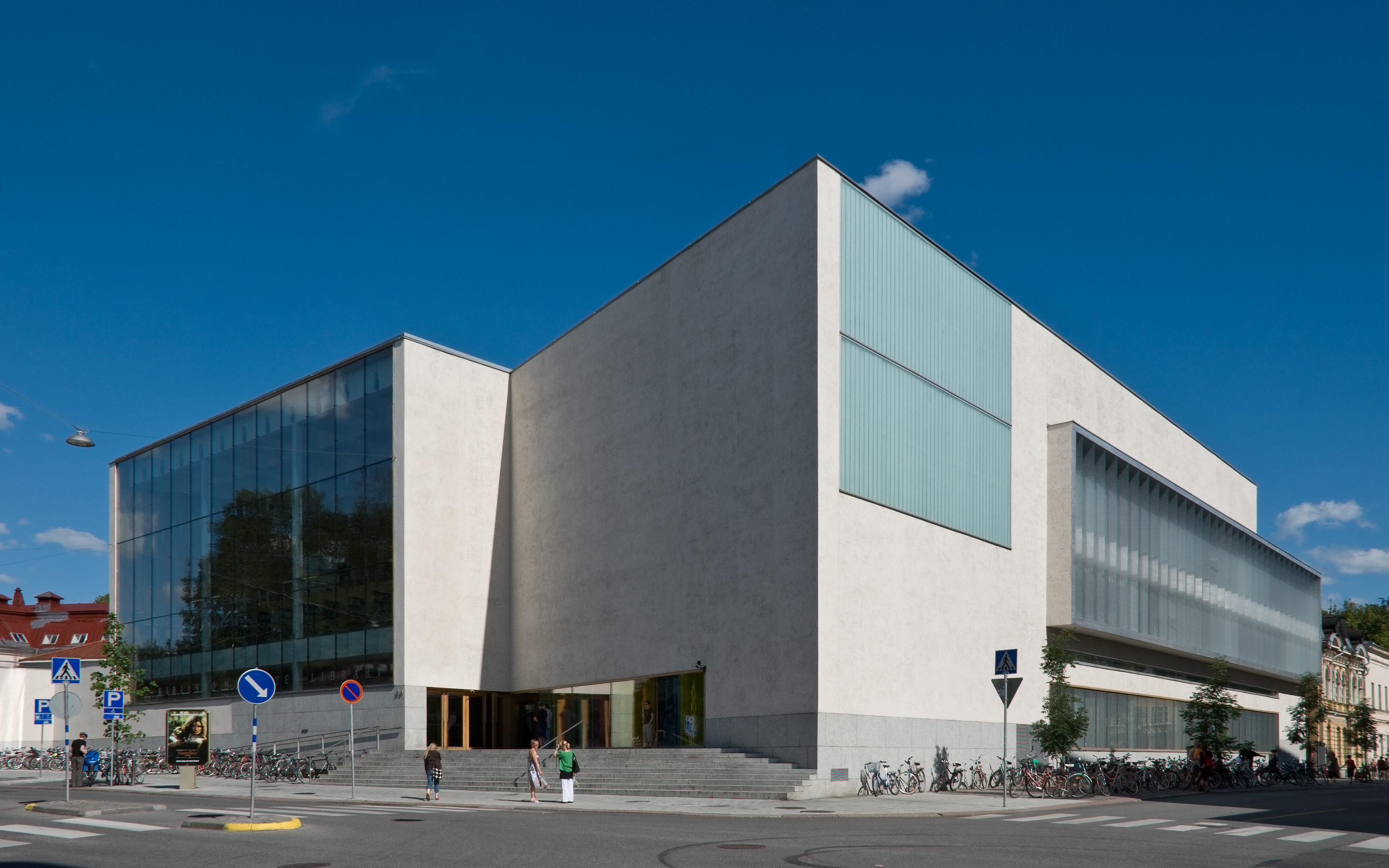
Bibliothèque principale de Turku
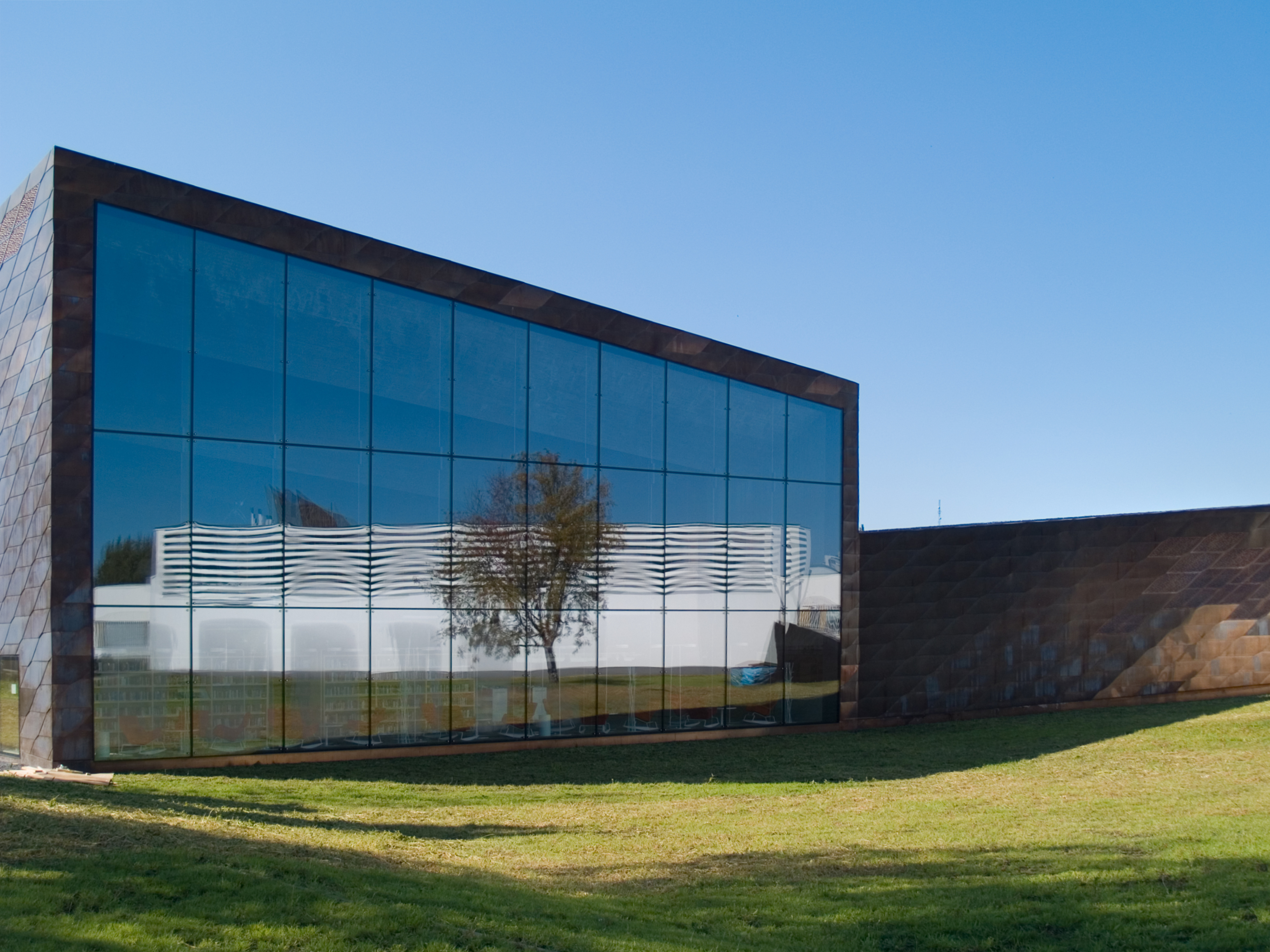
Bibliothèque municipale de Seinäjoki

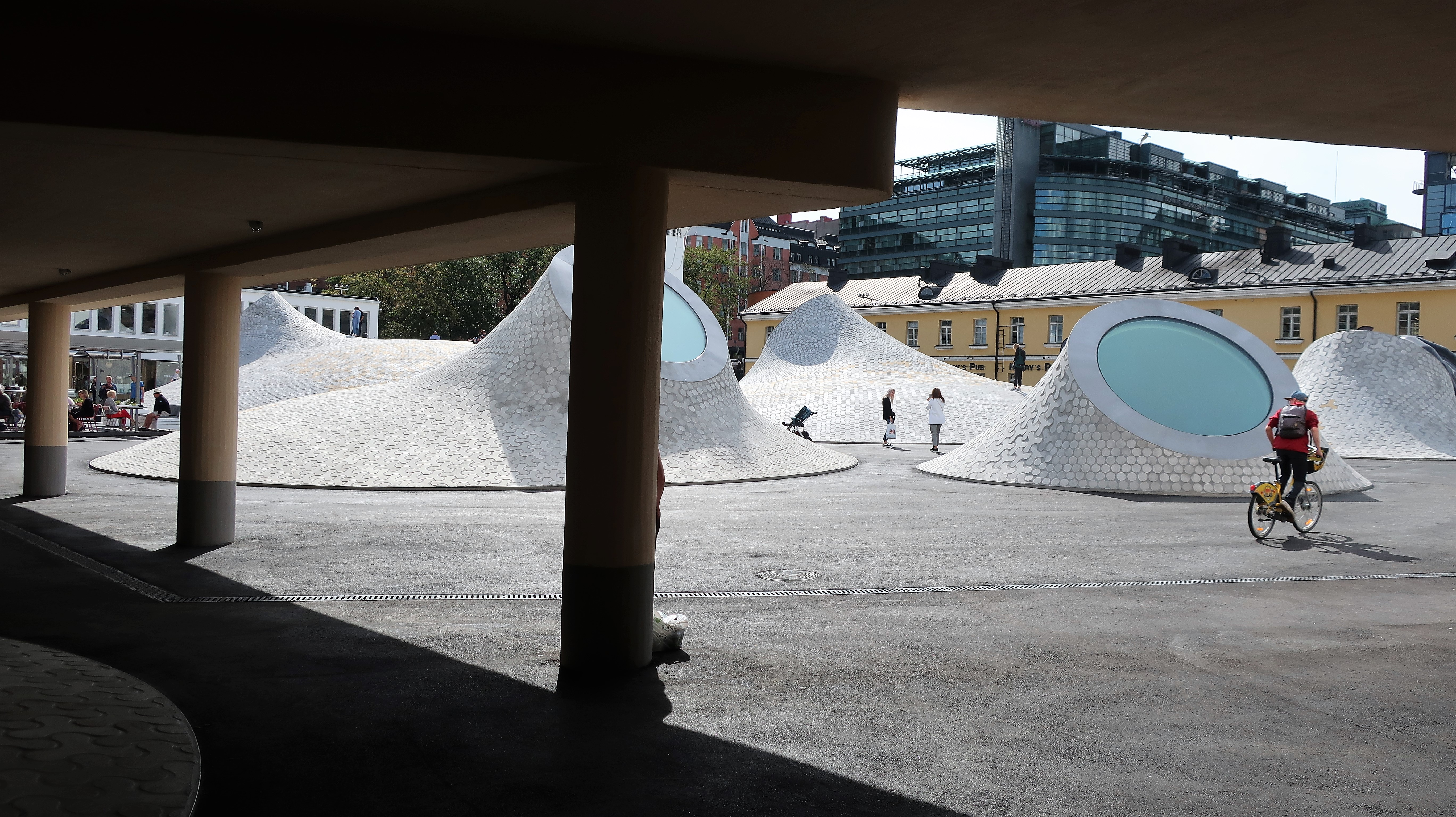
Amos Rex
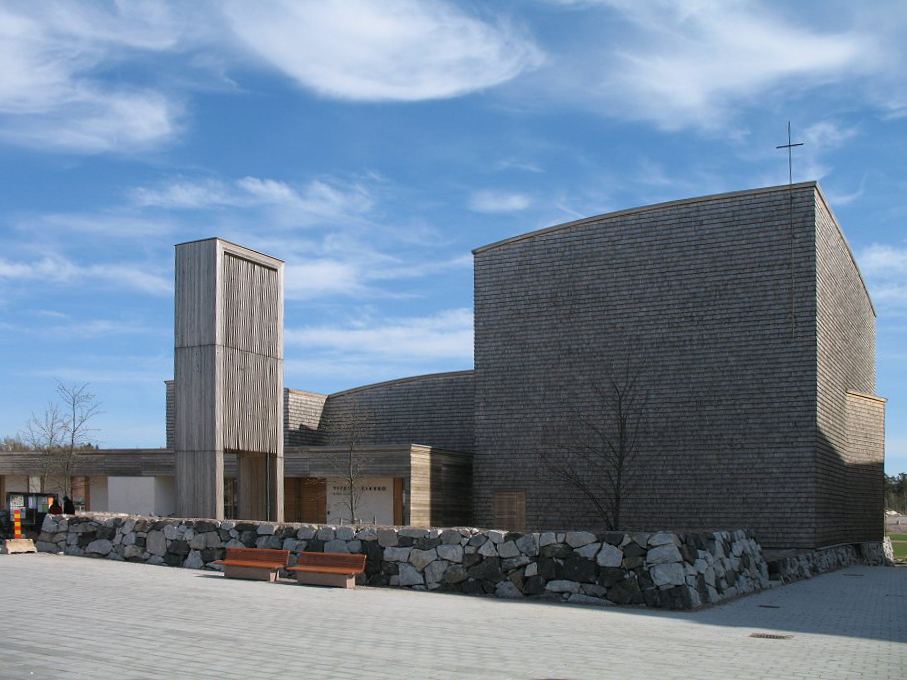
Église de Viikki.
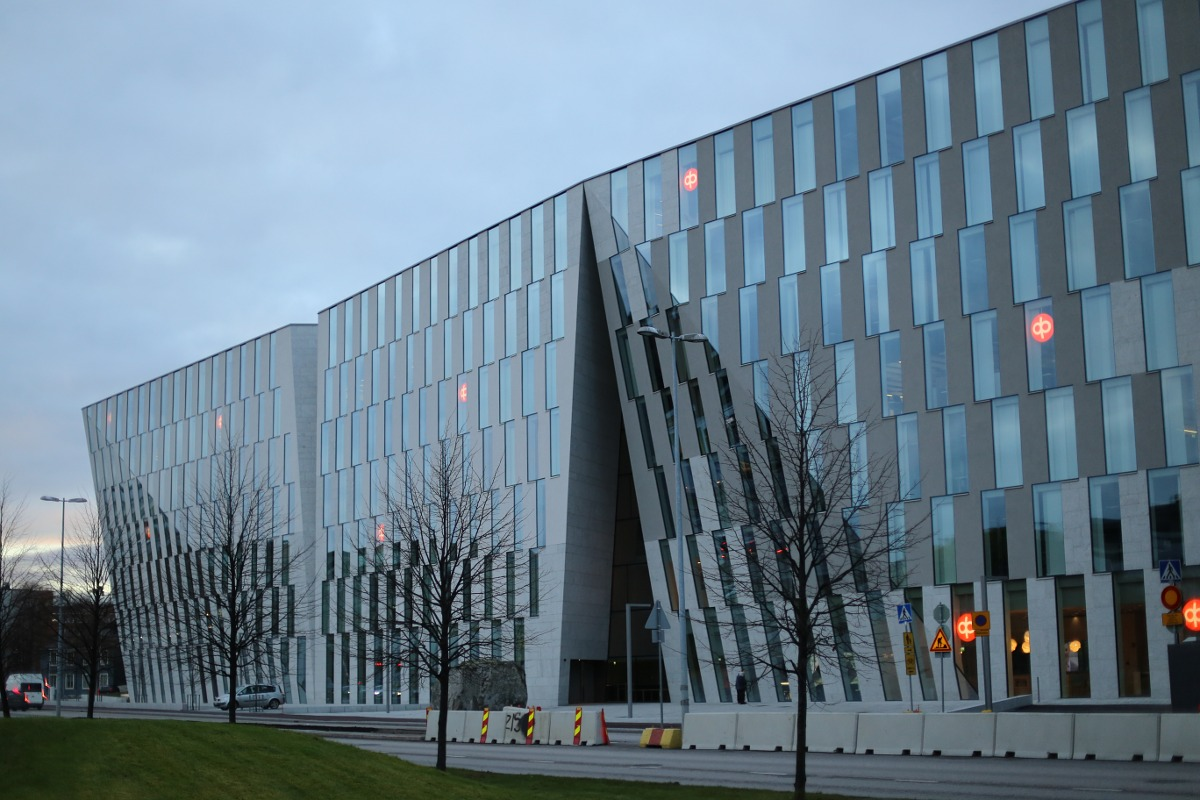
Siège du Groupe financier OP.

## Prix et reconnaissance
- Prix Pietilä du Rakennustietosäätiö, 2006[12],

- International Architecture Award du Chicago Athenaeum, 2006, Église de Viikki,

- Prix national d'architecture, 2007[13],

- Prix de la structure en verre de l'année, 2007, Verkatehdas,

- Prix de la structure en béton de l'année, 2007, Bibliothèque principale de Turku[14],

- Prix de la structure métallique de l'année, 2007, Verkatehdas[15],

- Prix de la structure en béton de l'année, 2012, Bibliothèque municipale de Seinäjoki [16],

- Global BIM Awards de Tekla, 2014, Nouveau siège du Groupe financier OP[17],

- Prix de la structure métallique de l'année, 2015, Nouveau siège de Groupe financier OP[18],

- Prix de la structure en verre de l'année, 2016, Nouveau siège de Groupe financier OP[19],

- Rose de la construction, 2016, Nouveau siège de Groupe financier OP, Vallila[20],

- Rose de la construction, 2018, Amos Rex[21].